# Яковлєв Костянтин Сергійович
Я́ковлєв Костянти́н Сергі́йович (*9 грудня 1890, село Кузебаєво, Алнаський район — †1 листопада 1937, Сандармох) — удмуртський прозаїк, драматург, поет.
Жертва сталінського терору.

## Біографія
1910 закінчив Казанську вчительську семінарію, працював в Бірському повіті Уфимської губернії. В 1914 році мобілізований на німецький фронт. В 1917 році працював у земській управі та в повітовому виконкомі Ради селянських, робітничих та солдатських депутатів. Був в партії есерів, членом її ЦК. На початку 1918 року в Єлабузі почав видавати газету «Виль синь», яка у жовтні 1918 року була закрита. В подальшому працював економістом-планувальником в різноманітних організаціях міста Іжевська, останнє місце роботи — Іжевська ТЕЦ. 1932 заарештований органами НКВД СССР у «справі Герда», засуджений як «ворог народу» до концтаборів.
Страчений в один день з класиком удмуртської літератури Кузебаєм Гердом — 1 листопада 1937 року. Реабілітований самими комуністами 1956.

### Творча діяльність
В літературу вступив в роки Громадянської війни. В першій удмуртській поетичній антології «Удмурт стихотворенняос» (1919) опублікував 3 вірші. В 1927—1929 роках вийшли в Іжевську книги: «Туноос» («Ворожеї»), розповідь про двох сільських «комбінаторах», які видавали себе за знахарів; «Володя» — військово-пригодницька дитяча повість; повість «Колоншур» («Брід»), яку вилучили після арешту і досі вважається втраченою; п'єси «Бездымтэ мылкыд» («Незгасле почуття») та «Сюртэм Карпа» («Безрогий Карпа»).

### Твори
- Падышен амало кионъёс. Ижевск, 1929